# Claudia Amengual
Claudia Amengual Puceiro (Montevidéu, 7 janeiro de 1969) é uma escritora e tradutora uruguaia.

## Obras
- Juliana y los libros, 2020 (romance)
- El lugar inalcanzable, 2018 (romance)[1]
- Una mirada al periodismo cultural: Jaime Clara y "Sábado Sarandí", 2016 (ensaio)[2]
- Cartagena, 2015 (romance)[3]
- El rap de la morgue y otros cuentos, 2013 (contos)[4]
- Rara avis. Vida y obra de Susana Soca, 2012 (ensaio)[5]
- Falsas ventanas, 2011 (romance)[6]
- Nobleza obliga, desde 2010 (colunas na revista Galería)
- Diez años de Arquitectos de la Comunidad, 2010 (institucional)
- Más que una sombra, 2007 (romance)[7]
- Desde las cenizas, 2005 (romance)
- El vendedor de escobas, 2002 (romance)
- La rosa de Jericó, 2000 (romance)